# Sicya inquinata
Sicya inquinata là một loài bướm đêm trong họ Geometridae.